# Địa lý Mali

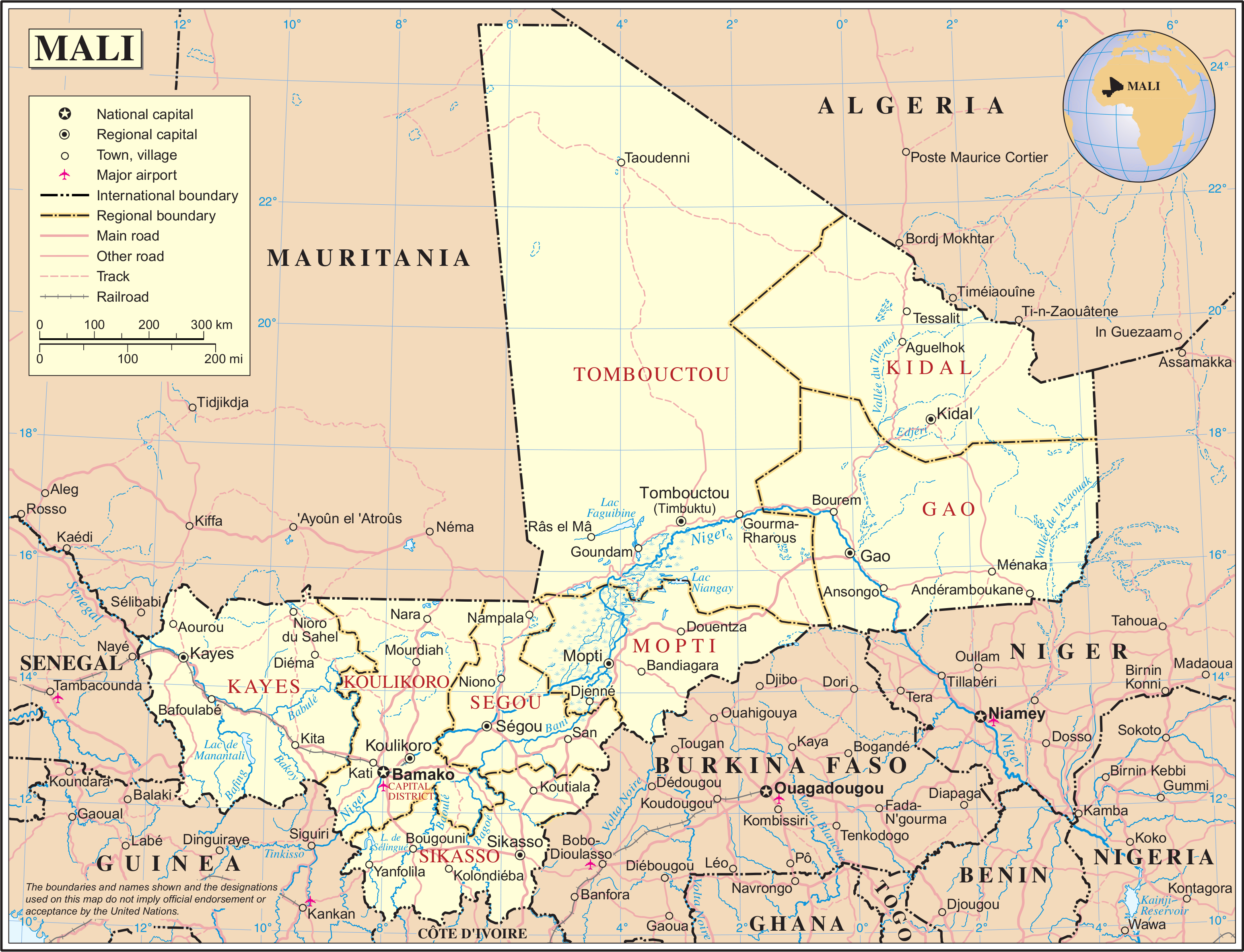
Bản đồ Mali

Vị trí của Mali

Mali là một quốc gia không giáp biển ở Tây Phi, nằm ở phía tây nam của Algeria, kéo dài về phía tây nam từ  phía nam sa mạc Sahara qua Sahel đến khu vực Sudan. Diện tích của Mali là 1.240.192 km².
Hoang mạc hoặc bán hoang mạc mạc bao phủ khoảng 65% tổng diện tích của Mali (1.240.192 km vuông). Sông Niger tạo ra một đồng bằng nội địa rộng lớn và màu mỡ khi nó chảy về phía đông bắc qua Mali từ Guinea trước khi quay về phía nam và cuối cùng đổ vào vịnh Guinea.
Lãnh thổ bao gồm ba khu vực tự nhiên: khu vực trồng trọt ở phía nam khu vực Sudan, khu vực bán hoang mạc trung tâm Sahelian và vùng sa mạc Sahara phía bắc. Địa hình chủ yếu là sa mạc ở phía nam và bằng phẳng đến đồng bằng gợn sóng hoặc cao nguyên cao (ở độ cao 200–500 m) ở phía bắc. Có những ngọn đồi gồ ghề ở phía đông bắc, với độ cao lên đến 1.000 mét.
Sông Niger (với 1.693 km ở Mali) và sông Senegal là hai con sông lớn nhất của Mali. Sông Niger thường được mô tả là mạch máu của Mali, một nguồn thực phẩm, nước uống, thủy lợi và giao thông.
Điểm thấp nhất của đất nước nằm trên sông Senegal (23 m) và điểm cao nhất là Hombori Tondo (1155 m).

## Khí hậu

Bản đồ khí hậu Köppen của Mali

Mali là một trong những nước nóng nhất trên thế giới. Đường xích đạo nhiệt, trùng với các điểm nóng nhất quanh năm trên hành tinh dựa trên nhiệt độ trung bình hàng năm nằm trên nước này. Phần lớn Mali có lượng mưa không đáng kể và hạn hán rất thường xuyên sảy ra. Cuối tháng 6 đến đầu tháng 12 là mùa mưa ở khu vực cực nam. Trong thời gian này, lũ lụt ở sông Niger diễn ra phổ biến, tạo ra châu thổ nội địa sông Niger. Phần sa mạc phía bắc rộng lớn của Mali có khí hậu sa mạc nóng (phân loại khí hậu Köppen BWh) với mùa hè dài, cực kỳ nóng và lượng mưa khan hiếm giảm về phía bắc. Khu vực trung tâm có khí hậu bán khô hạn nóng (phân loại khí hậu Köppen BSh) với nhiệt độ quanh năm rất cao, mùa khô kéo dài và mùa mưa ngắn, bất thường. Vành đai nhỏ miền nam sở hữu khí hậu xavan (phân loại khí hậu Köppen Aw) nhiệt độ rất cao quanh năm với một mùa khô và một mùa mưa. Trong mùa nóng nhất trong năm, nhiệt độ cao trong cả nước. Timbuktu, Taoudenni, Araouane, Gao, Kidal, Tessalit là một trong những điểm nóng nhất trên trái đất trong những tháng nóng nhất. Kayes, với nhiệt độ cao trung bình khoảng 44 °C (111,2 °F) trong tháng tư có biệt danh là "nồi áp suất của châu Phi" do nhiệt độ cực cao quanh năm. Nhiệt độ cực đoan hơn ở phía bắc trong sa mạc Sahara; nhiệt độ cao trung bình tối đa trong năm đạt 46 °C (114,8 °F) ở Araouane vào tháng 6 và đến gần 48 °C trong vùng Taoudenni trong thời gian nắng tháng 7 là cao ở Mali, đạt mức cao nhất trong vùng khô cằn phía Bắc với khoảng 3600 - 3700 giờ một năm. Mali có tổng thể là khí hậu nóng, nắng và khô bị chi phối bởi các sườn núi cận nhiệt đới.

## Địa chất

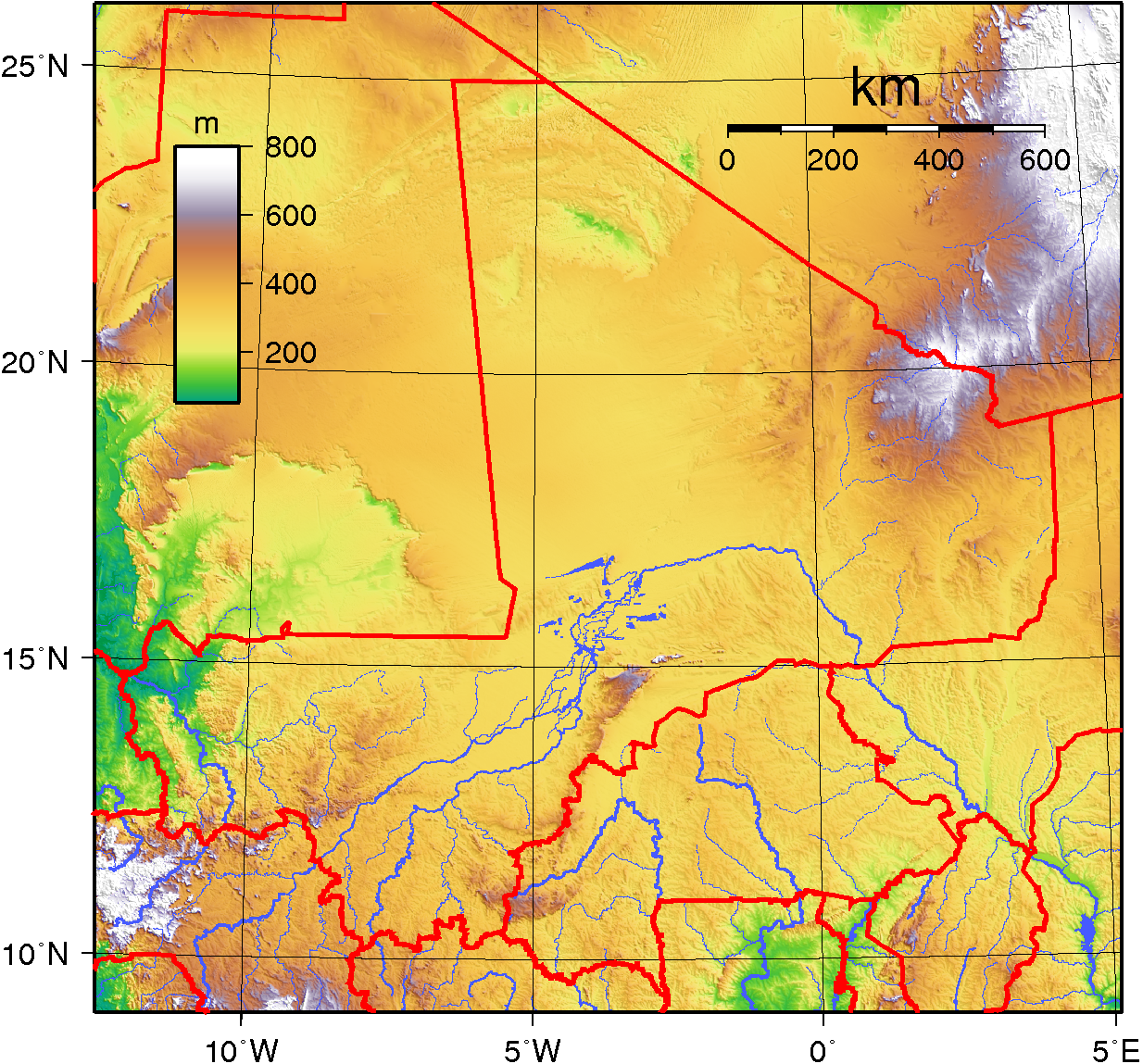
Địa hình Mali

Về mặt địa chất, Mali bao gồm phần lớn các vùng đá hoa cương và đá phiến sét bao phủ bởi đá sa thạch và thạch anh bồi tích. Mali trải dài trên hai cấu trúc địa chất chính, nền lục địa Tây Phi Cổ ở phía tây và khiên Tuareg ở phía đông nam kết hợp với nhau vào cuối thời kỳ Tiền Cambri từ 600 đến 550 triệu năm trước. Vùng nối nằm ở phía tây của núi Adrar des Ifoghas.
Những tảng đá mẹ của nền cổ Tây Phi được bao phủ ở phía tây bắc bởi trầm tích của lưu vực Taoudeni, với hai nhánh đá tinh thể chính ở phía bắc khiên Reguibat ở Mauritania và phía nam khiên Leo bao gồm Bougouni và vết lộ thiên Kaneiba, cả hai đều chứa các khoáng sản quý giá. Cũng có thể có trữ lượng dầu mỏ trong lưu vực Taoudeni.

## Biên giới
Mali có đường biên giới dài tổng cộng 7.243 km (4.500 dặm), giáp với bảy nước:
- Bắc và Đông Bắc: Algeria- 1.376 km / 855 mi
- Đông: Niger- 821 km / 510 mi
- Đông Nam: Burkina Faso- 1.000 km / 621 mi
- Nam: Bờ Biển Ngà- 532 km / 330 mi
- Tây Nam: Guinea-858 km / 533 mi
- Tây: Senegal & Mauritania- 419 km / 260 mi & 2,237 km / 1390 mi (tương ứng)

## Tài nguyên thiên nhiên
Mali có giàu tài nguyên với bauxite, đồng, kim cương, vàng, đá hoa cương, thạch cao, quặng sắt, cao lanh, đá vôi, lithi, mangan, phosphat, muối, bạc, urani và kẽm. Không phải tất cả các khoáng sản đều đang được khai thác và một số khoáng sản có thể không khả thi về mặt thương mại. Mali cũng có nguồn thủy năng dồi dào.

## Sử dụng đất
65% diện tích đất của Mali là hoang mạc mạc hoặc bán hoang mạc. Theo ước tính trong năm 2011, chỉ có 5,63% diện tích của Mali có thể được phân loại là đất canh tác, và 0,1% là trồng cây lâu năm. Mali ước tính có 2.358 km² diện tích đất được tưới tiêu vào năm 2003. Mali có 100 km khối tổng tài nguyên nước tái tạo theo ước tính của năm 2011.

## Vấn đề môi trường
Mali phải đối mặt với nhiều thách thức về môi trường, bao gồm sa mạc hóa, phá rừng, xói mòn đất, hạn hán và nguồn cung cấp nước uống không đủ. Phá rừng là một vấn đề đặc biệt nghiêm trọng và đang phát sinh. Theo Bộ Môi trường, dân số Mali tiêu thụ 6 triệu tấn gỗ mỗi năm dùng cho nguyên liệu và nhiên liệu. Để đáp ứng nhu cầu này, 400.000 ha diện tích rừng bị mất hàng năm, hầu như chắc chắn việc phá hủy các khu rừng hoang dã của đất nước.
Mali là một bên tham gia các hiệp ước quốc tế về Đa dạng sinh học, Công ước khung Liên Hợp Quốc về Biến đổi Khí hậu, Nghị định thư Kyoto, Sa mạc hóa, Các loài nguy cấp, Chất thải nguy hại, Luật biển, Nghị định thư Montreal, đất ngập nước và Săn bắt cá voi. Nước này đã ký nhưng không phê chuẩn các thỏa thuận đã chọn.

## Mối nguy hiểm tự nhiên
Các mối nguy hiểm tự nhiên ở Mali bao gồm:
- Bão cát sa mạc ở phía bắc
- Gió có nhiều bụi thường gặp trong mùa khô, mang đến một đám mây bụi có thể làm hỏng máy bay, làm hỏng máy tính và các thiết bị điện tử nhạy cảm, cũng như gây các bệnh về đường hô hấp.
- Hạn hán định kỳ
- Cháy rừng ở phía nam
- Lũ lụt không thường xuyên, ví dụ như trong tháng 7 năm 2007.[7]
- Giông nhiệt đới ở phía nam, có thể gây ra gió và sét cũng như lũ quét.
- Lũ không thường xuyên ở sông Niger
- Rừng ở Mali không gây hại cho động vật hoang dã nhưng gây hại đối với con người.

## Ttham khảo
1. 1 2 3 4 5  Mali country profile. Library of Congress [//en.wikipedia.org/wiki/Federal_Research_Division Federal Research Division (January 2005).
2. 1 2  http://lcweb2.loc.gov/frd/cs/profiles/Mali.pdf
3. ↑  https://books.google.fr/books?id=cHRHH7_minUC&pg=PA411&dq=Araouan+%C3%A0+sa+limite+sud-est&hl=fr&sa=X&ei=8CNCVYGuMdPLaO-CgPgL&ved=0CCAQ6AEwAA#v=onepage&q=Araouan%20%C3%A0%20sa%20limite%20sud-est&f=false
4. ↑  "Correspondance d'Orient". Google Books. Truy cập ngày 9 tháng 5 năm 2018.
5. 1 2  Imrich Kusnir (1999). "Gold in Mali" (PDF). Acta Montanistica Slovaca. Truy cập ngày 14 tháng 3 năm 2009.
6. ↑  "Taoudeni Basin,OnshoreMali & Mauritania" (PDF). IHS. tháng 8 năm 2007. Truy cập ngày 14 tháng 3 năm 2009.
7. ↑  International Federation of Red Cross And Red Crescent Societies (IFRC): "Mali: Floods DREF Bulletin No. MDRML004". ngày 13 tháng 7 năm 2007. ReliefWeb site retrieved ngày 13 tháng 8 năm 2007.